# Perdicium
Perdicium là một chi thực vật có hoa trong họ Cúc (Asteraceae).

## Loài
Chi Perdicium gồm các loài: